# Camilo Mori
Camilo Mori Serrano (Valparaíso, 24 de septiembre de 1896-Santiago, 7 de diciembre de 1973) fue un pintor chileno, fundador del Grupo Montparnasse.

## Biografía

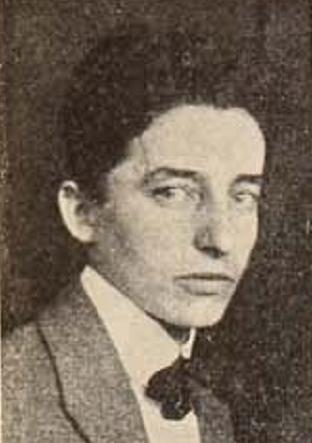
Camilo Mori en 1915.

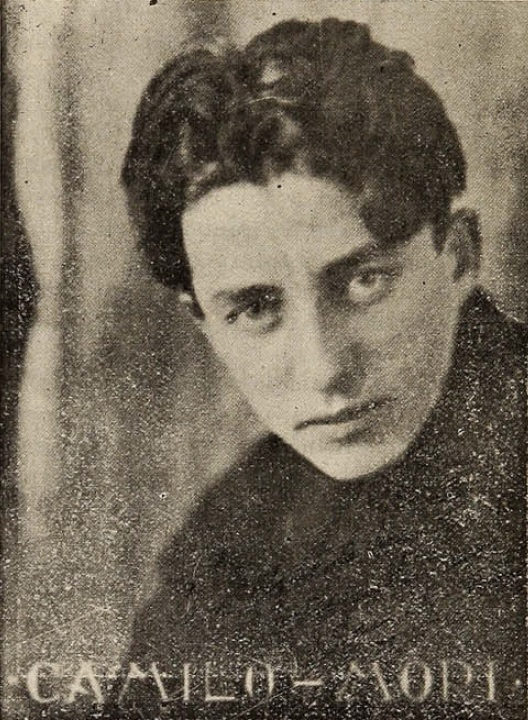
Camilo Mori en 1919.

Camilo Eduardo Mori Serrano fue hijo de Luis Mori Alliati y de Clara Celia Serrano Barrera. Estudió en el Liceo Eduardo de la Barra de Valparaíso, después entró en Escuela de Bellas Artes de la Universidad de Chile en 1914, donde tuvo como profesores a pintores de la talla de Juan Francisco González y Alberto Valenzuela Llanos. En esta primera etapa, su trabajo estuvo sobre todo influenciado por la enseñanza del multifacético español Fernando Álvarez de Sotomayor, quien dirigía la Escuela y lo introdujo en la técnica de Goya y Velázquez.
Alrededor de 1918, tuvo un romance con María Mercedes - Maruja- Vargas Rosas (1901-2005), hija de Luis Vargas Vargas general del Ejército y prefecto policial de Valparaíso, y de Laura Rosas Carrasco quienes vivían en el lujoso Palacio Polanco. De esta relación sentimental, a la que el padre de Maruja se opuso ferozmente, surgió la pintura La viajera, una de las obras más destacadas del artista.
Dos años más tarde viajó a Francia y se integró al ambiente artístico del barrio Montparnasse de París, Francia. Mientras estudiaba en las Escuelas Libres organizadas en el lugar, conoció y entabló amistad con Juan Gris y Pablo Picasso. Pero fue su encuentro con la obra de Paul Cézanne el que, en definitiva, más influyó en sus ideas acerca de pintura.
Volvió a Chile en 1923 y ayudó a organizar el llamado Grupo Montparnasse, un colectivo integrado por Luis Vargas Rosas, Henriette Petit, Manuel Ortiz de Zárate y José Perotti. Estaban reunidos en torno a las innovaciones de las vanguardias europeas (sobre todo el postimpresionismo y el fauvismo) y experimentaban el mismo rechazo por el 'romancismo criollista' de moda en Chile. En esta época Mori produjo sus obras más recordadas.
En 1928 Camilo Mori, que hasta el año siguiente fue director del Museo de Bellas Artes, tuvo un importante papel en la conformación de la llamada "Generación de 28", al ser designando por el gobierno para seleccionar a los 26 estudiantes de arte más destacados que irían a estudiar en París durante cinco años. La medida era una forma de compensar el cierre de la Escuela de Bellas Artes.
Se estableció en Estados Unidos en 1937 para hacer un mural en el pabellón de Chile en la Exposición General de Nueva York de 1939. Por entonces estaba intensamente involucrado en el diseño de afiches, con los que ganó premios internacionales. Fundó la Asociación de Cartelistas de Chile.
Junto a los artistas Gregorio de la Fuente, Mireya Lafuente y Carlos Sotomayor creó el grupo artístico Escafandra.
Por su contribución a la pintura chilena, recibió el Premio Nacional de Arte de 1950, que fue antecedido de un gran debate público sobre el procedimiento para elegir a los ganadores. Mori fue el primer Premio Nacional elegido por un jurado considerado democrático y representativo, dirigido por Juvenal Hernández.
En sus últimos años se acercó al impresionismo abstracto. Incluso produjo cuadros no-objetivos y obras de pop-art en los años 1970.

Isotipo de la Municipalidad de El Quisco diseñada por Camilo Mori.

Pasaba largos veranos en El Quisco.

## Estilo
La constante evolución de su estilo fue acompañando las variaciones del arte durante el siglo XX. Se inició en el criollismo academicista, y culminó su vida experimentando con carteles en la esfera del arte pop.